# Plastrón (zoología)

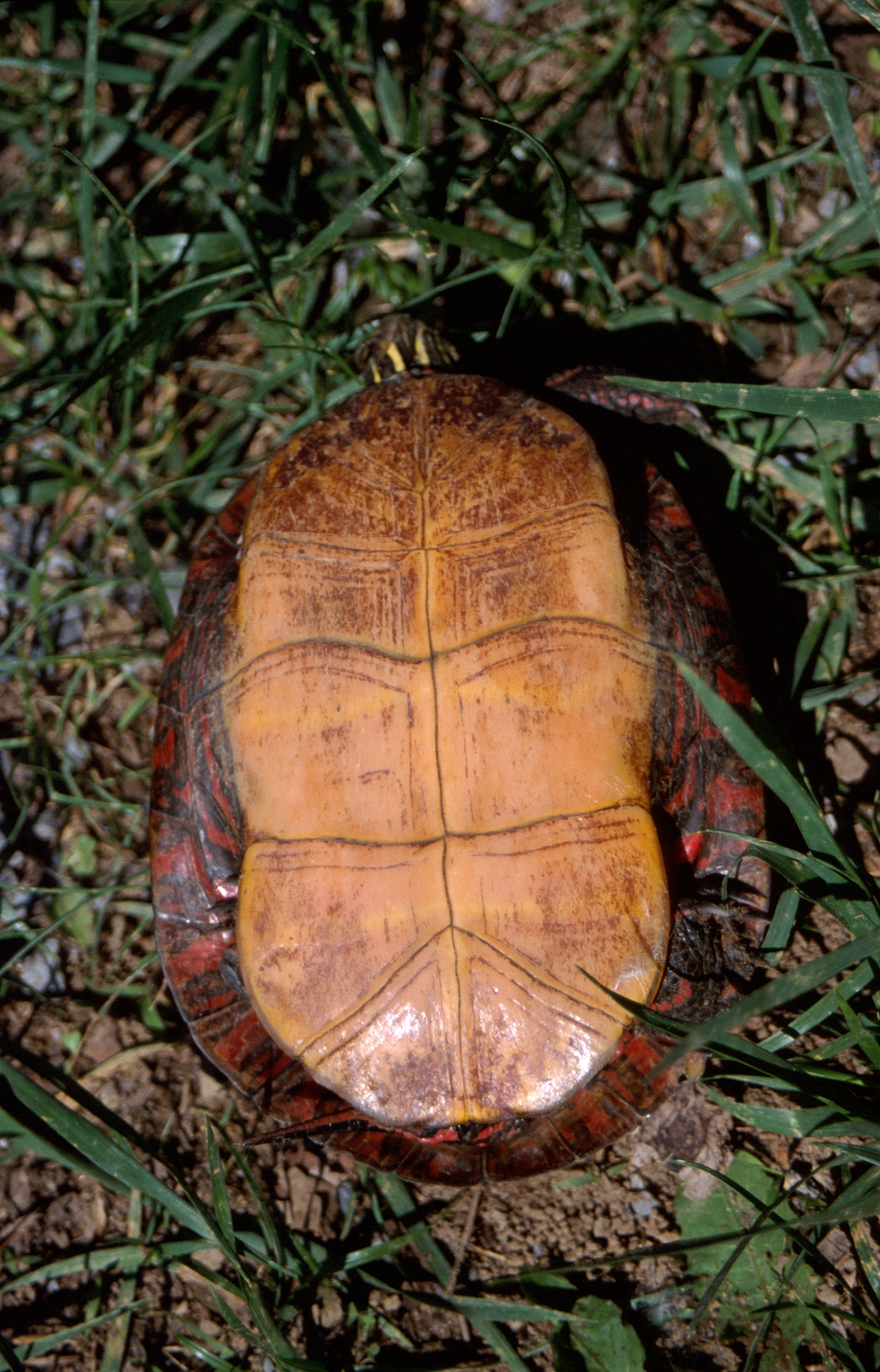
El plastrón de una tortuga.

El plastrón es la estructura aplanada que conforma la parte ventral del caparazón de las tortugas.

## Estructura
Está formado por la fusión de las costillas, los huesos de la cintura escapular (la clavícula y la interclavícula) y la gastralia.
El plastrón se une al caparazón mediante puentes óseos laterales. Las tortugas pertenecientes al suborden Pleurodira poseen trece escudos y unos diez huesos en el plastrón, mientras las especies del suborden Cryptodira presentan once o doce escudos y ocho o nueve huesos en el plastrón.

## Dimorfismo sexual
En ciertas especies el sexo de la tortuga puede ser determinado atendiendo a si el plastrón es cóncavo o convexo. Este dimorfismo sexual se explica por la ventaja en facilitar la posición de apareamiento.

## Uso humano
Los plastrones fueron usados en la antigua china como huesos oraculares.
- Datos: Q1931566
- Multimedia: Testudines plastrons / Q1931566